# Werner Plarre
Werner Plarre (* 3. Juni 1920 in Ernsee; † 30. April 1999 in Berlin) war ein deutscher Agrarwissenschaftler und Professor an der TU Berlin.

## Leben
Er studierte in Jena und Halle Botanik und Agrarwissenschaften. Er promovierte 1953 bei Walther Hoffmann in Halle mit einer Arbeit über Inzuchteffekte und Fertilitätsstörungen bei Roggen. 1969 habilitierte sich er und übernahm eine C 3-Professur für Genetik und Pflanzenzüchtung an der TU Berlin, die 1972 mit dem übrigen Institut beim Fachbereich Biologie der FU Berlin angesiedelt wurde. Auch nach seiner Emeritierung 1985 beriet Plarre bis 1989 die Arbeitsgruppe Tropische und Subtropische Agrarforschung das Bundesministerium für Wirtschaftliche Zusammenarbeit.

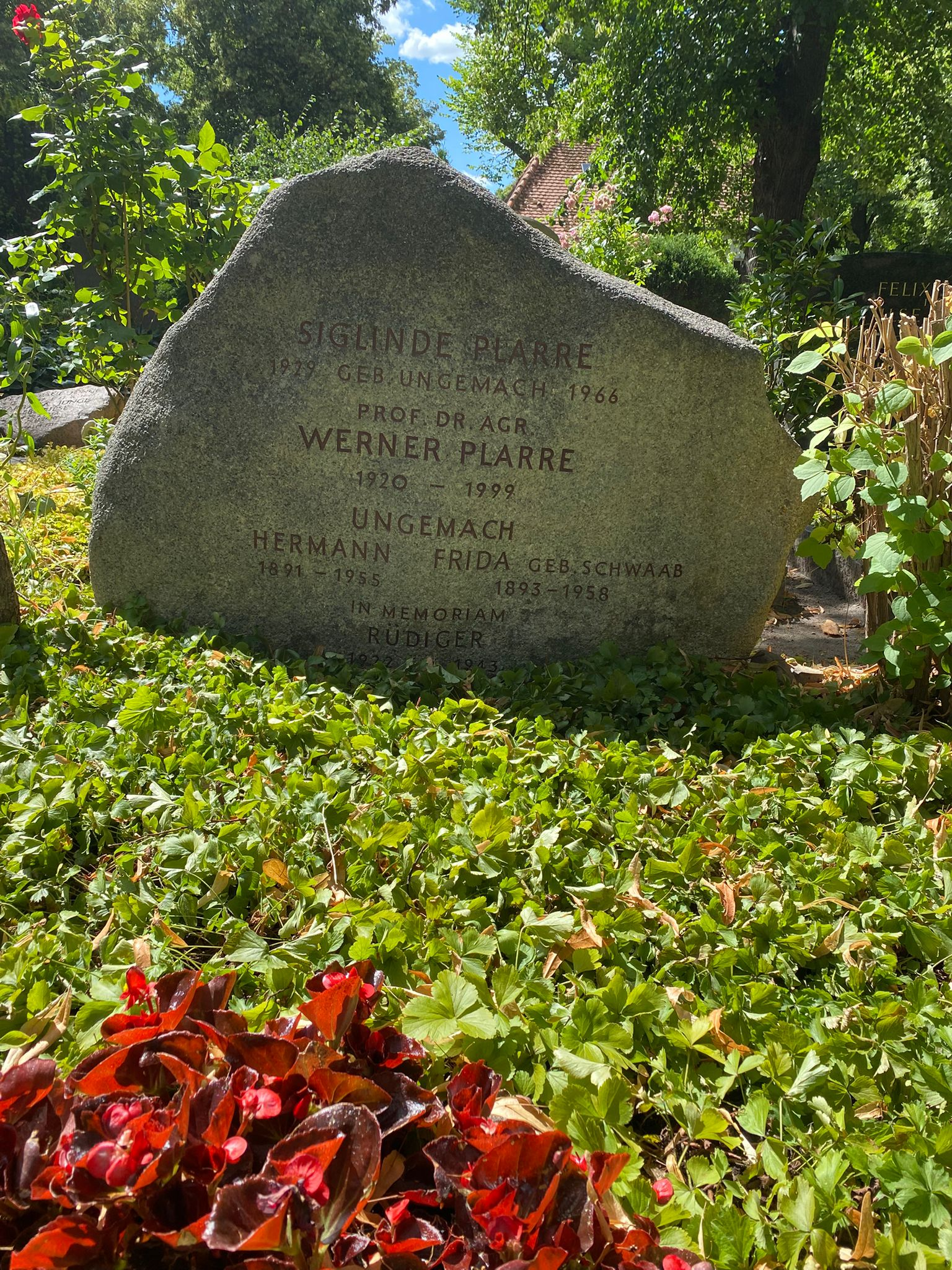
Grabstätte auf dem St.-Annen-Kirchhof

Plarre war Mitbegründer des Museumsdorfes Düppel. Er engagierte sich für die Erhaltung alter Haustierrassen (insbesondere Skudde) durch Rückzüchtung sowie alter Obst- und Getreidesorten und deren Begleitwuchs. Im Museumsdorf Düppel startete Plarre in diesem Sinne 1981 ein Zuchtprogramm für ein Mittelalterschwein. Ziel war es, ein dem Landschafts- und Gebäudebild des mittelalterlichen Dorfes äußerlich entsprechendes Tier hervorzubringen und diese hatten damals ein anderes als Erscheinungsbild als das moderne Mastschwein mit langem, dickem Leib und kurzen Beinen. Da der alte Genpool mit dem Aussterben der alten Weideschweinrassen in den 1960er-Jahren verloren gegangen ist, versuchte Werner Plarre das Ziel mit Hilfe einer Abbildzucht zu erreichen, bei der man sich an mittelalterlichen Vorlagen, Bildern usw. orientierte und Wildschweine, Wollschweine und Hausschweine miteinander kreuzte, bis die Mischung in etwa stimmte.
Weitere Motive seiner Forschung waren unter anderem die Sicherstellung der Ernährung der Menschen in Entwicklungsländern und der Schutz von Naturdenkmälern.
Seine letzte Ruhestätte fand Werner Plarre auf dem Berliner St.-Annen-Kirchhof.

## Schriften (Auswahl)
- Vergleichende Untersuchungen an diploidem und tetraploidem Roggen unter besonderer Berücksichtigung von Inzuchterscheinungen und Fertilitätsstörungen . Diss. 1953.
- Die Züchtung leistungsfähigerer Getreidesorten als Beitrag zur Sicherung der Welternährung. Parey, Berlin 1971, ISBN 3-489-75910-9.
- mit Klaus Goldmann, Roswitha Betzold u. a.: Experimentelle Archäologie im Museumsdorf Düppel; Neues aus dem Mittelalter Verlag Oldenburg, 1990. (Online pdf)
- mit Walther Hoffmann, Alois Mudra: Lehrbuch der Züchtung landwirtschaftlicher Kulturpflanzen. Parey Berlin, Band 1, Band 2, 1970/1971.

## Trivia
Plarre geriet 1985 mit der Polizei in Konflikt, weil diese im Museumsdorf Düppel eine Haschisch-Plantage entdeckten. Diese bestand aus achtzehn Cannabis-Pflanzen, welche von der Polizei dann auch beseitigt wurden. Plarre als Experte für Pflanzengenetik erklärte, dass es sich bei den Pflanzen nicht um das berauschende Cannabis Indica, sondern um Cannabis Sativa (Vogelhanf) gehandelt habe und man aus diesem nach historischem Vorbild Seile fertigen würde. Tatsächlich war zur damaligen Zeit der Anbau von Cannabis aber generell verboten und stand unter Strafe. Der Vorfall blieb für ihn persönlich folgenlos.